# ルフェヌロン
ルフェヌロン (lufenuron) とは、昆虫成長制御剤のひとつ。キチン質は節足動物の外骨格の構成成分であり、発育期に合成される。ルフェヌロンなどのキチン質合成阻害薬は、キチン質の合成を阻害することにより、幼虫の孵化および脱皮を阻害する。
報告されている融点、LD50値はそれぞれ 174 ℃、>2000 mg/kg（ラット、経口）。CAS登録番号は[103055-07-8]。

## 用途

### 農薬
鱗翅目、フシダニ、ミカンキイロアザミウマに対して使用するため農薬として販売されている。主な商品名は「マッチ乳剤」である。

### 動物薬
イヌやネコではノミの駆除のために経口投与される。主な商品名は「プログラム」である。販売は終了になり入手できなくなった。

## 毒性
動物プランクトンに対して毒性であるためにルフェヌロンはスウェーデン化学品庁が提案した殺生物剤の禁止に含まれていた。
2009年に欧州議会で承認されたために2009年1月13日から使用禁止になった。